# U-Bahnhof Christianstraße

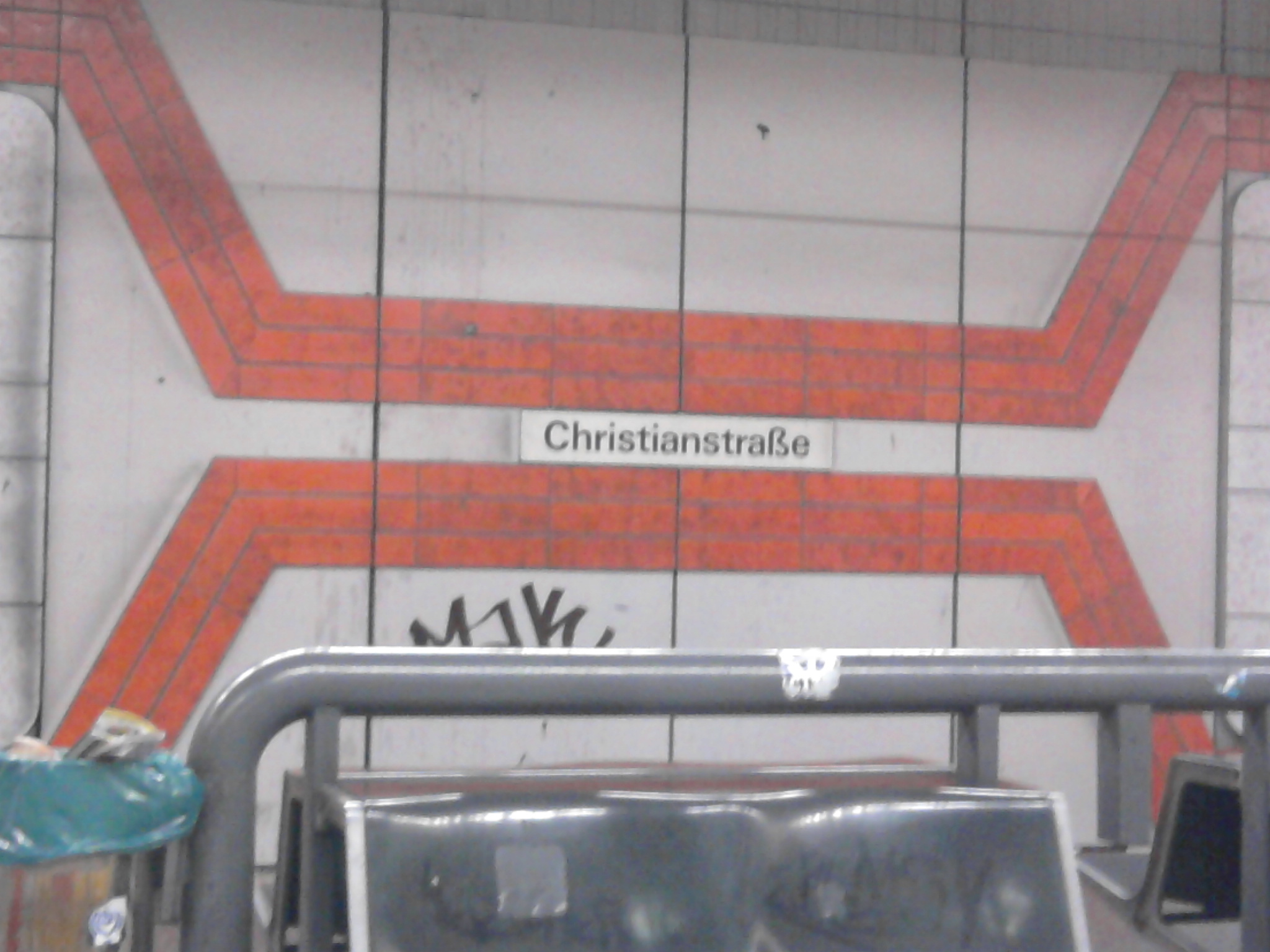
Namenszug der Stadtbahnstation

Der U-Bahnhof Christianstraße ist eine Haltestelle der Stadtbahn in Mülheim an der Ruhr. Sie wird von der Ruhrbahn  unterhalten und liegt an der Essen-Mülheimer Strecke der U18, die von der Stadtbahn Essen betrieben wird.

## Lage
Der Bahnhof liegt unterhalb der Hingbergstraße, auf der vor Eröffnung der U-Bahn-Linie die Straßenbahnlinien 8 und 18 der Essen-Mülheimer Strecke verlief. Es gibt zwei Zugänge zum Bahnsteig. Der westliche führt zur Christianstraße, Hingbergstraße und Von-Graefe-Straße. Der östlich gelegene Zugang befindet sich an der Kreuzung Hingbergstraße/Ottostraße/Heinrichstraße. Die Strecke der Stadtbahn verläuft unter der Hingbergstraße.

## Bedienung
Im U-Bahnhof hält die Linie U18 der Stadtbahn Essen. Die Linie U18 wird grundsätzlich in Doppeltraktion betrieben, wobei einzelne Züge in der Hauptverkehrszeit auch aufgrund von Fahrzeugmangel einzeln eingesetzt werden. Im Nachtnetz wird der U-Bahnhof oberirdisch von den Nachtexpressen NE1 und NE3 der Ruhrbahn angefahren.
| Linie | Verlauf | Takt   |
| ----- | --- | ------ |
| U 18  | Essen, U Berliner Platz – U Hirschlandplatz – U Essen Hbf – U Bismarckplatz – Savignystraße/ETEC – Hobeisenbrücke – E-Frohnhausen, Wickenburgstraße – Mülheim (Ruhr), Rhein-Ruhr-Zentrum – Rosendeller Straße – U Eichbaum – U Heißen Kirche – U Mühlenfeld – U Christianstraße – U Gracht – U Von-Bock-Straße – U Mülheim (Ruhr) Hbf | 10 min |
| NE1   | MH-Stadtmitte → Dieter-aus-dem-Siepen-Platz → Dümpten → Eppinghofen → Winkhausen → Heißen Kirche → Mühlenfeld → Christianstraße → Gracht → Dieter-aus-dem-Siepen-Platz → Mülheim Hbf Nordeingang → MH-Stadtmitte Gegenrichtung zur Linie NE3                                                                                          | 60 min |
| NE3   | MH-Stadtmitte → Dieter-aus-dem-Siepen-Platz → Mülheim Hbf Nordeingang → Christianstraße → Mühlenfeld → Heißen Kirche → Winkhausen → Dümpten → Eppinghofen → Dieter-aus-dem-Siepen-Platz → MH-Stadtmitte Gegenrichtung zur Linie NE1                                                                                                   | 60 min |

## Weiterführende Informationen
- Stadtbahnnetz Rhein-Ruhr – Hauptartikel über das Stadtbahnsystem im Großraum Rhein-Ruhr, deren Bestandteil die Essener Stadtbahn ist
- Verkehrsverbund Rhein-Ruhr – Hauptartikel über den Verkehrs- und Tarifverbund, deren Teil die Essener Stadtbahn ist